# هاکنهایم
هاکنهایم (به آلمانی: Hackenheim) یک شهر در آلمان است که در باد کرویتسناخ واقع شده‌است. هاکنهایم ۲٬۰۱۸ نفر جمعیت دارد.